# Lacapelle-Livron
Lacapelle-Livron är en kommun i departementet Tarn-et-Garonne i regionen Occitanien i södra Frankrike. Kommunen ligger i kantonen Caylus som tillhör arrondissementet Montauban. År 2022 hade Lacapelle-Livron 207 invånare.

## Befolkningsutveckling
Antalet invånare i kommunen Lacapelle-Livron
| Referens: INSEE |